# ГРЕС
ГРЕС — пасажирський зупинний пункт Івано-Франківської дирекції Львівської залізниці на лінії Ходорів — Хриплин між станцією Бурштин (3 км) та зупинним пунктом Бовшів (2 км). Розташований у селі Бовшів Галицького району Івано-Франківської області.
Упродовж 1962—1969 років частково на землях колишнього місцевого колгоспу (806 га) споруджена Бурштинська ТЕС.

## Пасажирське сполучення
Приміські потяги Івано-Франківськ - Ходорів - Івано-Франківськ НЕ зупиняються